# کومارین
کومارین (به انگلیسی: Coumarin) یک ترکیب شیمیایی با شناسه پاب‌کم ۳۲۳ است. 
کومارین از محصولات متابولیسم ثانویه رایج در شیره واکوئلی است. کومارین ترکیبی از خانواده مواد فنلی رایج در گیاهان است. این مواد فنلی از نظر فیزیولوژیکی فعال هستند و بر یاخته‌های زنده اثرات سمی دارند که به صورت اختلال در تقسیم هسته‌ای و رشد، بازدارندگی آنزیم‌هایی مانند آمیلازها یا ساکارازها (انورتازها) می‌باشد. کومارین در گیاهان علوفه‌ای تیره نخود اهمیت زیادی دارد زیرا به دنبال تغییراتی که به وسیلهٔ باکتری‌ها پیدا می‌کند به دی کومارول تبدیل می‌شود که ماده‌ای ضد انعقاد است و عامل حوادث خونریزی دام‌ها می‌باشد.